# SoteDigi
Vous pouvez aider à l'améliorer ou bien discuter des problèmes sur sa page de discussion.
- La traduction est incomplète. (Marqué depuis mars 2022)
- Il est à actualiser. Certains passages sont obsolètes ou annoncent des événements désormais passés. (Marqué depuis mars 2022)

SoteDigi Oy est une  entreprise publique de Finlande.

## Présentation
La mission de SoteDigi est de promouvoir la numérisation des services sociaux et de santé.
SoteDigi participe à la mise en œuvre de nouvelles solutions, projets et achats numériques pour la santé et les services sociaux au niveau national. L'objectif est de maîtriser la hausse des coûts de la santé et des services sociaux grâce à des solutions numériques
SoteDigi collabore avec Kela,  THL, les établissements d'enseignement et les développeurs informatique .
Au 1er février 2020, sur décision gouvernementale, SoteDigi acquiert les activités de Vimana Oy pour former un prestataire de services unique,.

## Étymologie
Sote est le sigle de Soins sociaux et de santé (finnois : Sosiaali- ja terveydenhuolto). Digi nomme le processus de numérisation (digitalisation).